# Silvio Rodríguez
Silvio Rodríguez Domínguez (San Antonio de los Baños, 29 novembre 1946) è un musicista cubano.

## Biografia
Nato in un paese nei pressi dell'Avana, in una zona dove l'attività principale era la coltivazione di tabacco, Silvio crebbe in una famiglia di agricoltori. Suo nonno era un coltivatore e il padre, Víctor Dagoberto Rodríguez Ortega, era, oltre che un agricoltore, un uomo dalle idee liberali e socialiste. Sua madre, Argelia Domínguez León, era invece parrucchiera. Silvio Rodríguez confessò in diverse occasioni che l'amore per la musica gli era stato trasmesso dalla madre che per addormentarlo cantava le canzoni della trova, cioè quelle canzoni che fanno parte della musica popolare cubana.
Iniziò a studiare musica all'età di 16 anni ma dovette presto abbandonare il pianoforte quando venne chiamato ad espletare il servizio di leva obbligatorio nelle forze armate rivoluzionarie. Fu allora che cambiò il pianoforte con la chitarra e fu sotto le armi che compose le sue prime canzoni assieme all'amico Esteban Baños, da cui imparò a suonare. Ha lavorato anche sulla barca da pesca "Playa Girón", da cui trasse ispirazione per il brano omonimo.
Nel 1967 apparve per la prima volta in televisione cantando alcune delle canzoni che aveva composto proprio durante la leva, ed in questo periodo compone Fusil contra fusil, poi pubblicata dieci anni più tardi. Nello stesso anno conobbe Pablo Milanés e Noel Nicola ad un festival musicale. Con loro pochi anni dopo fondò la Nueva Trova Cubana, un movimento di rinnovamento della musica popolare cubana che proponeva testi progressisti e di contenuto politico. Nel 1969 prese parte assieme ai due compagni al gruppo di sperimentazione sonora dell'istituto d'arte e dell'industria cinematografica di Cuba (noto con l'acronimo ICAIC). Il direttore del gruppo era Leo Brouwer con il quale Silvio Rodríguez compose diverse musiche per documentari. Nel 1990 è in Cile per uno dei suoi più celebri concerti, dopo la caduta della dittatura Cilena.
Alla Nueva Trova si sono aggiunti nel tempo molti artisti, raggiungendo un numero di quasi 300 persone. Sono artisti come Eduardo Ramos, Vicente Feliú, Amaury Pérez, Mey Vidal, e molti altri. Questo movimento rivitalizzò la canzone cubana e la fece arrivare ad un piano internazionale. Nel 1985 ha ricevuto il Premio Tenco. È tornato a cantare a Sanremo nell'edizione del Tenco 2002. Hanno inciso sue canzoni in italiano Maria Monti, Fiorella Mannoia, Gigliola Cinquetti. Ciononostante, rimane pressoché sconosciuto ai più, in Italia, anche all'interno di un bacino d'utenza politicamente collocato e impegnato, (a sinistra). In tutto il centro- e sud-america di lingua spagnola, invece, è talmente popolare che ci si riferisce a lui chiamandolo semplicemente "Silvio".